# Sydnee Steele
Pour les articles homonymes, voir Steele.
Sydnee Steele (née le 23 septembre 1968 à Dallas) est une actrice pornographique, écrivain, sexologue et militante américaine.

## Biographie
Alors qu'elle était vendeuse de bijoux, elle rencontre son futur mari Michael Raven, vendeur de voiture à l'époque. Le couple fréquente les clubs échangistes, jusqu'à ce que Sydnee Steele se lance comme actrice et Michael Raven comme réalisateur.
Elle entame sa carrière dans le X avec The Queen's Challenge en 1997, avec Anna Malle et Jade St. Clair.
En 2001, elle signe un contrat avec Wicked Pictures.
Elle participe à plus de 300 films avant de mettre un terme à sa carrière de hardeuse en 2005.

### Écrivain
Sydnee Steele a écrit plusieurs articles sur le thème de la sexualité pour AVN Online et le magazine Club.
Après avoir suivi des cours (Prana, thérapie pour couples) auprès du Docteur Patti Britto, elle a écrit un livre, Seducing Your Woman, en 2006. Elle a reçu à cette occasion une grande couverture médiatique et elle fut invitée dans l'émission Public and Private de The Learning Channel, notamment pour expliquer les différences entre la sexualité vécue dans sa vie privée et sur un plateau de cinéma.
En juillet 2007, elle devait intervenir lors d'une conférence pour New York State Bar Association (en) mais elle fut déprogrammée lorsque son passé dans le X fut révélé.
Ses écrits portent aussi sur la liberté d'expression aux États-Unis.

## Récompenses et nominations
X-Rated Critics Organization
- 1999 : Unsung Siren
- 2004 : DVD of the Year, Euphoria

AVN Awards
- 2001 : Best Couples Sex Scene, Film, pour Facade avec Bobby Vitale
- 2001 : Best All-Girl Sex Scene, Video, pour Dark Angels avec Jewel De'Nyle
- 2002 : Meilleure actrice dans une vidéo (Best Actress - Video) pour Euphoria[4]
- 2003 : Meilleur second rôle féminin dans une vidéo (Best Supporting Actress - Video) pour Breathless[5]
- 2007 : AVN Hall of Fame

## Filmographie sélective
- Babe Buffet: All You Can Eat (2012)
- Cougar School (2009) (TV)
- Slutty School Girls (2009)
- Butt I Like It (2007)
- Hot 4 Twat (2007)
- Insatiable Cravings (2006)
- Forever Sydnee (2006)
- Forever Asia (2006)
- Jenna's Tough Love (2005)
- Euphoria (2004)
- Pillow Talk (2004)
- Falling From Grace (2003)
- Island Girls (2003)
- Touched for the First Time (2002)
- Sex Through the Ages (2002)
- Virtual Blowjobs: In Your Face (2001)
- Sorority Sex Kittens 5 (2000)
- Snob Hill (2000)
- Perfect Pink 6: Orgy (1999)
- The 4 Finger Club 1, 2, 3 et 4 (1999)
- Nymphomercials (1999)
- Whispers (1999)
- Watcher 4, 8 (1999)
- Extreme Filth (1998)
- Taboo 17 (1998)
- Where The Girls Play 2 (1998)
- Dirty Dancers 12 (1997)
- No Man's Land 20 (1997)